# Canoa/kayak al XIV Festival olimpico estivo della gioventù europea
Le competizioni di canoa/kayak al XIV Festival olimpico estivo della gioventù europea si sono svolte dal 25 al 29 luglio 2017 a Győr, in Ungheria

## Podi

### Ragazzi
| Evento  | Oro                        | Argento         | Bronzo         |
| C1 200m | Manuel Fontana Senorans    | Benedek Horváth | Gia Gabedava   |
| C1 500m | Manuel Fontana Senorans    | Benedek Horváth | Jiri Minarik   |
| K1 200m | Keresztes Kristóf Domonkos | Nikita Byzov    | Martin Hvojnik |
| K1 500m | Moritz Willi Florstedt     | Nikita Byzov    | Márk Opavszky  |
| K2 200m | Russia                     | Lettonia        | Slovacchia     |
| K2 500m | Russia                     | Germania        | Slovacchia     |

### Ragazze
| Evento  | Oro                    | Argento      | Bronzo         |
| C1 200m | Anastasiia Vazhinskaia | Lucia Valova | Csenge Molnár  |
| C1 500m | Csenge Molnár          | Lucia Valova | Anastasia Zhuk |
| K1 200m | Eszter Rendessy        | Irene Bellan | Enya Dale      |
| K1 500m | Moritz Willi Florstedt | Nikita Byzov | Márk Opavszky  |
| K2 200m | Italia                 | Germania     | Rep. Ceca      |
| K2 500m | Germania               | Ungheria     | Rep. Ceca      |

### Misto
| Evento  | Oro         | Argento    | Bronzo      |
| C2 200m | Slovacchia  | Ucraina    | Bielorussia |
| C2 500m | Bielorussia | Ungheria   | Rep. Ceca   |
| K4 200m | Germania    | Italia     | Regno Unito |
| C2 500m | Germania    | Slovacchia | Bielorussia |